# Cideville
Cideville ist eine französische Gemeinde mit 423 Einwohnern (Stand: 1. Januar 2022) im Département Seine-Maritime in der Region Normandie. Cideville gehört zum Arrondissement Rouen und zum Kanton Yvetot. Die Bewohner werden Cidevillais und Cidevillaises genannt.

## Geographie
Cideville liegt im Zentrum des Départements, etwa 23 Kilometer nordnordwestlich von Rouen. Umgeben wird Cideville von den Nachbargemeinden Auzouville-l’Esneval im Norden, Limésy im Osten sowie Mesnil-Panneville im Süden und Westen.

## Einwohnerentwicklung

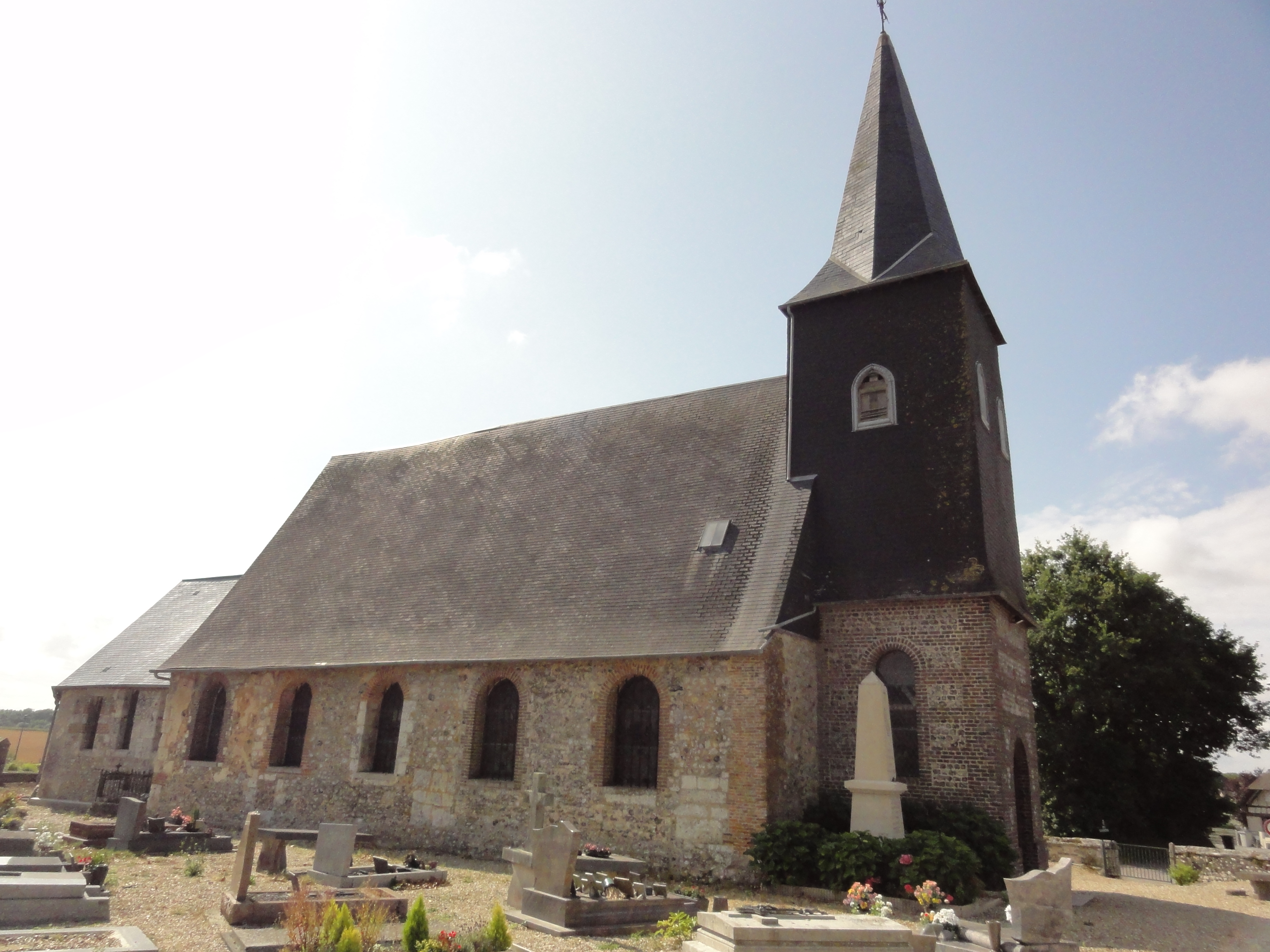
Pfarrkirche Saint-Éloi

| 1962                      | 1968 | 1975 | 1982 | 1990 | 1999 | 2006 | 2013 | 2020 |
| ------------------------- | ---- | ---- | ---- | ---- | ---- | ---- | ---- | ---- |
| 171                       | 146  | 166  | 259  | 281  | 276  | 288  | 315  | 409  |
| Quelle: Cassini und INSEE |      |      |      |      |      |      |      |      |

## Sehenswürdigkeiten
- Pfarrkirche Saint-Éloi (deutsch Sankt Eligius) mit einem teilweise romanischen Kirchenschiff aus dem 12. Jahrhundert. Im Jahr 1763 wurde das Gebäude auf Ebene der Wandöffnungen überarbeitet. Der Chor wurde 1650 erneuert. Der polygonale, mit Schiefer gedeckte Glockenturm stammt aus dem Jahr 1850.
- Herrenhaus in Le Fys aus dem 17. Jahrhundert